# Rimacytheropteron
Rimacytheropteron is een geslacht van kreeftachtigen uit de klasse van de Ostracoda (mosselkreeftjes).

## Soorten
- Rimacytheropteron longipunctatum (Breman, 1976) Whatley & Coles, 1987
- Rimacytheropteron rotundapunctata Coles & Whatley, 1989 †
- Rimacytheropteron tessellatum (Bonaduce, Ciampo & Masoli, 1976) Whatley & Coles, 1987